# آبيلارد هوتفيل
آبيلارد هوتفيل (تقريبًا 1044-1081) كان الابن البكر لهمفري كونت بوليا وكالابريا (1051-1057) وزوجته اللومباردية غايتلغريما من ساليرنو ويعرف أيضًا باسم ألترودي. كان من المفترض أن يرث أراضي والده ولكن عمه روبرت جيسكارد والذي كان وصيًا عليه بعد وفاة والده انتخب كونتًا وصادر تلك الممتلكات.